# Cleptometopus sikkimensis
Cleptometopus sikkimensis là một loài bọ cánh cứng trong họ Cerambycidae.